# Kai Adomeit
Kai Adomeit (* 1968 in Mannheim) ist ein deutscher Pianist.

## Leben
Kai Adomeit kommt aus einer Mannheimer Musikerfamilie: Sein Vater war der Hochschullehrer und Solo-Cellist am Mannheimer Nationaltheater Hans Adomeit.
Adomeit erhielt im Alter von acht Jahren den ersten Klavierunterricht und erhielt bereits 1977 den Mozartpreis der Stadt Mannheim. Er studierte bei Paul Dan, Gerhard Oppitz, Michael Ponti, Conrad Hansen und György Cziffra. 1993 spielte er eine Gesamtaufnahme der Klavierkonzerte Rachmaninows ein, die mit dem Choc – Le Monde de la musique ausgezeichnet wurde. Die Frankfurter Rundschau bezeichnete ihn daraufhin als „Geheimtipp unter den deutschen Pianisten“. Es folgten Einspielungen von Werken Dvořáks, Liszts, Schumanns und anderer Komponisten.
In den 1990er Jahren arbeitete er vermehrt kammermusikalisch u. a. mit der Violinistin Wanda Wilkomirska, seinem Vater, dem Cellisten Hans Adomeit und der London Piano Group. Nach 2000 war er wieder häufiger solistisch aktiv und trat u. a. mit dem Münchner Rundfunkorchester, dem Radiosinfonieorchester Ljubljana, der Bohuslav-Martinu-Philharmonie Zlin, den Berliner Symphoniker und dem Philharmonischen Staatsorchester Braunschweig auf. Er ist ständiger Orchesterpianist der Deutschen Staatsphilharmonie Rheinland-Pfalz.
2006 trat Adomeit im Duo mit dem Pianisten Frank Strobel sowie dem Parfüm-Projekt (nach Patrick Süskind) mit der Schauspielerin Hanna Schygulla auf, daneben arbeitet er an einer Einspielung der Werke des zeitgenössischen Komponisten Hermann Schäfer. Einen Schwerpunkt bildete lange Zeit die Arbeit als Filmmusiker. Zu nennen sind hier neben einigen Hollywood-Produktionen die Soundtracks zu Der Schatz (Musik: Max Deutsch), Das neue Babylon (Musik: Dmitri Schostakowitsch) und Die Päpstin (Musik: Marcel Barsotti). Seit 2011 führt er regelmäßig Gottfried Huppertz’ Originalmusik zu Fritz Langs historischem Nibelungen-Stummfilm in der originalen Klavierfassung live auf.

## Diskographie
- Sergej Rachmaninoff – Klavierkonzerte 1+3, Bayer Records (BR 100 193)
- Sergej Rachmaninoff – Klavierkonzerte 2+4, Bayer Records (BR 100 194)
- Musik am Kurmainzer Hof. Johann Franz Xaver Sterkel (1750–1817) Konzert für Klavier und Orchester Nr.2 D-Dur op.26,1 und Sinfonia in D Bayer Records (BR 100 226)
- Antonin Dvorak. Klavierwerke., DS (DS 1034)

## Auszeichnungen
- 1977: Mozartpreis der Stadt Mannheim[3]
- Choc du Monde für seine Einspielung aller Rachmaninow-Klavierkonzerte[3]
- Disc of the Year der japanischen Musikzeitschrift Nova.[3]